# Пропоную руку і серце
«Пропоную руку і серце» (рос. «Предлагаю руку и сердце») — радянський художній фільм 1988 року, знятий режисером Віктором Соколовим на кіностудії «Ленфільм».

## Сюжет
Овдовівши і вийшовши на пенсію, колишній викладач Микола Чмутін переїхав жити до дочки, яка з чоловіком вирішила його одружити. У пошуках відповідної кандидатури і він, і його дочка із зятем неодноразово потраплять у комічні ситуації, доки наречена нарешті не буде знайдена. Черговою кандидатурою випадково стає акторка Роза Олександрівна. Самотня жінка зачарувала його — і він з радістю запропонував їй руку та серце.

## У ролях
- Микола Гринько — Микола Михайлович Чмутін, пенсіонер, колишній викладач історії
- Світлана Немоляєва — Роза Олександрівна, акторка, що не відбулася
- Еммануїл Віторган — Леонід Іванович, чоловік Людмили, працівник комісійного магазину, торговець антикваріатом
- Ірина Розанова — Людмила, дочка Чмутіна, «чемпіонка та депутат»
- Світлана Харитонова — Ніна Іванівна, відкинута наречена з кімнатою видом на море, що працює в психоневрологічному диспансері
- Ірина Мазуркевич — Жанна, дочка Леоніда від першого шлюбу, манікюрниця
- Людмила Долгорукова — Діана Володимирівна, наречена, що переплутала день
- Роза Макагонова — Галина Петрівна, сваха
- Юрій Цапник — сусід Рози Олександрівни
- Людмила Ксенофонтова — співачка на зйомках
- Марина Юрасова — асистентка режисера
- Людмила Аржанікова — черниця
- Михайло Бірбраєр — режисер
- Лев Нехамкін — сусід сестри Рози Олександрівни
- Ірина Цивіна — знайома Леоніда

## Знімальна група
- Режисер — Віктор Соколов
- Сценарист — Олександр Галін
- Оператор — Едуард Розовський
- Композитор — Ісаак Шварц
- Художник — Марія Петрова